# Karl O. Christe

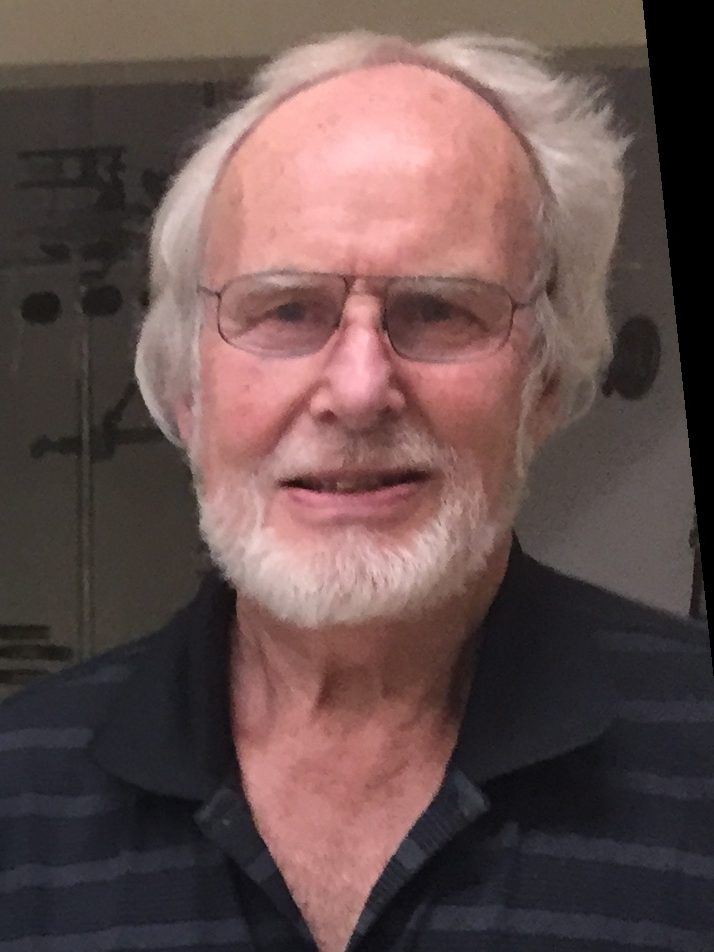
Karl O. Christe, 2017

Karl Otto Christe (* 24. Juli 1936 in Ulm) ist ein deutscher anorganischer Chemiker. Er ist seit 1994 Professor für Anorganische Chemie an der University of Southern California.

## Leben
Christe studierte ab 1957 Chemie an der Universität Stuttgart. Die Diplomarbeit (1960) und seine Promotion (1961) fertigte er bei Josef Goubeau an.
1962 wanderte Christe in die USA aus und siedelte sich in Kalifornien an. Nach einer Tätigkeit als Senior Research Chemist bei der Stauffer Chemical Co. in Richmond trat er 1967 bei der Rocketdyne Division Rockwell International ein. Ab 1979 übernahm er dort die Funktion des Forschungsleiters, die er bis 1994 innehatte. Von 1994 bis 2005 war Christe auch Senior Staff Advisor für das Air Force Research Laboratory (AFRL) auf der Edwards Air Force Base. Seit 1994 ist Christe als Professor an der University of Southern California am Loker Research Institute tätig.
Christe ist verheiratet und hat drei Kinder. Er ist Fechter und war sowohl für die deutsche als auch amerikanische Nationalmannschaft aktiv.

## Forschung
Christe beschäftigt sich seit den 1960er-Jahren mit der Synthese neuer Stickstoff-, Halogenfluoride und Halogenoxidfluoride sowie deren Ionen. Beispielhaft genannt seien das NF4+ und das ClF6+. Pünktlich zum 100. Geburtstag der erstmaligen Darstellung des Fluors durch Henri Moissan konnte Christe 1986 über die erste vollständig chemische Synthese von Fluor berichten. Weiterhin arbeitet Christe an homoleptischen Stickstoffverbindungen. In diesem Zusammenhang gelang ihm so die Synthese des gewinkelten Pentazeniums, N5+ sowie der erstmalige experimentelle Nachweis des cyclischen Pentazolats, N5−, beides wichtige Meilensteine auf dem Weg zu höhermolekularen Polystickstoffverbindungen.
In den 1990er-Jahren schlug Christe als erster die Verwendung ionischer Flüssigkeiten als Energieträger in zivilen und militärischen Antrieben vor. Gegenwärtig arbeitet Christe an der Entwicklung von Oxidationsmitteln als Ersatz für das von der Environmental Protection Agency (EPA) geächtete Ammoniumperchlorat.
Christe ist Autor von über 400 Publikationen in peer-review Zeitschriften und hat über 60 Patente.

## Preise und Auszeichnungen (Auswahl)
- 1969 Apollo Achievement Award, NASA
- 1969 Fluorine Award, American Chemical Society (ACS)
- 1996 Inorganic Chemistry Award, ACS
- 1999 Star Team Award, US Air Force
- 2000 Henri Moissan Award, Institution du Prix Moissan, Paris
- 2006 Alfred-Stock-Gedächtnispreis, Gesellschaft Deutscher Chemiker
- 2009 Fellow of the European Academy of Sciences, Liege
- 2010 Europäische Akademie der Wissenschaften und Künste, Salzburg
- 2011 Tolman Award, ACS
- 2015 ACS National Award for Creative Research and Applications of Iodine Chemistry
- 2017 Fellow der American Association for the Advancement of Science[2]

## Veröffentlichungen (Auswahl)
- Chemical Synthesis of Elemental Fluorine, Inorg. Chem. 25, 3721 (1986) doi:10.1021/ic00241a001
- N5+: A Novel Homoleptic Polynitrogen Ion as a High Energy Density Material, K. O. Christe, W. W. Wilson, J. A. Sheehy, and J. A. Boatz, Angew. Chem. Int. Ed., 38, 2004 (1999) doi:10.1002/(SICI)1521-3773(19990712)38:13/14<2004::AID-ANIE2004>3.0.CO;2-7
- Experimental Detection of the Pentaazacyclopentadienide (Pentazolate) Anion, cyclo-N5−, A. Vij, J. G. Pavlovich, W. Wilson, V. Vij, and K. O. Christe, Angew. Chem. Int. Ed., 41, 3051 (2002) doi:10.1002/1521-3757(20020816)114:16<3177::AID-ANGE3177>3.0.CO;2-I
- Oxygen Balanced Energetic Ionic Liquid, C. J. Bigler Jones, R. Haiges, T. Schroer, and K. O. Christe. Angew. Chem. Int. Ed., 45, 4981 (2006). doi:10.1002/anie.200600735
- Recent advances in the Chemistry of N5+, N5− and High Oxygen Compounds, Propellants Explosives Pyrotechnics, 32, 194 (2007) doi:10.1002/prep.200700020